# Station Wolfsthal
Wolfsthal is een station in Neder-Oostenrijk in de gemeente Wolfsthal. Het is het oostelijke eindpunt van lijn S7 van de S-Bahn van Wenen.